# Okres Námestovo
Okres Námestovo je jeden z okresů Slovenska. Leží v severovýchodní části Žilinského kraje, v regionu Orava. Na severu hraničí s Polskem, na jihu s okresem Čadca, Dolný Kubín a Tvrdošín.